# Tony Ferguson
Anthony «Tony» Armand Ferguson Padilla (Oxnard, California, 12 de febrero de 1984) es un artista marcial mixto estadounidense que competía en la categoría de peso wélter de Ultimate Fighting Championship (UFC), y ha sido Campeón Interino de Peso Ligero de UFC. Ferguson debutó en 2008, y ha estado en UFC desde que ganó el The Ultimate Fighter 13 en 2011.

## Primeros años
Ferguson nació el 12 de febrero de 1984, pero se crio en Muskegon, Míchigan. Es de ascendencia mexicana, Su apellido Ferguson proviene de su padrastro estadounidense-escocés.
El padre de Ferguson lo inscribió en los deportes a una edad temprana para ayudarle a hacer amigos y encajar en su nuevo entorno.
Ferguson tomó bien el atletismo, Y pasó a ganar 12 cartas de equipo universitario En la Escuela Secundaria Católica Central de Muskegon en fútbol, béisbol y lucha libre. Fue el defensor de los campeones estatales de fútbol de 2002 y fue 3 veces All-State selection en wrestling, ganando la división de 152 libras en 2002.
Después de la secundaria, Ferguson se inscribió en la Universidad Central de Míchigan antes de trasladarse a la Universidad Estatal Grand Valley. Él también hizo una restricción en Muskegon Community College. Ferguson ganó el All-American honors dos veces, ganando el campeonato nacional en la división de 165 libras.
Ferguson regresó a California para estar más cerca de su familia, trabajando en marketing y ventas durante el día y como camarero por la noche. Una noche mientras atendía en el bar, el patrón habló con él sobre su lucha libre y lo invitó a trabajar con algunos jóvenes luchadores de MMA. Ferguson inmediatamente se enamoró del deporte y decidió seguir una carrera profesional en artes marciales mixtas (MMA).

### Vida personal
Ferguson tiene dos hijos con su esposa, Cristina Ferguson. En marzo de 2019, Cristina presentó una orden de restricción contra Tony, alegando un comportamiento poco característico, como paranoia severa, no dormir durante días, desarmar la chimenea de su casa y creer que le habían insertado un chip de rastreo en la pierna durante una cirugía reconstructiva de rodilla. No alegó abuso físico y presentó la orden de restricción como una medida preventiva para obtener ayuda para su estado mental. Para abril de 2019, había retirado la orden y él comenzó a retomar las MMA.
En las primeras horas del 7 de mayo de 2023, Ferguson fue arrestado en Hollywood, California, y acusado de conducir bajo la influencia del alcohol después de supuestamente chocar su camioneta contra otros dos vehículos fuera de un club nocturno, haciendo que su camioneta volcara en el proceso. Fue detenido y fichado en la estación de policía de Hollywood del LAPD, donde su fianza se fijó en $30,000. Posteriormente, fue liberado bajo palabra.

## Carrera de artes marciales mixtas

### The Ultimate Fighter
Ferguson había firmado con la UFC en 2011 para competir en The Ultimate Fighter: Team Lesnar vs. Team dos Santos Finale.
Ferguson fue la tercera selección del equipo de Lesnar y el quinto en total. Ferguson fue emparejado con Justin Edwards para su pelea preliminar. Después de la primera ronda, Edwards tumbó al suelo a Ferguson, pero mientras estaba en el suelo Ferguson dio una patada devastadora que derribó a Edwards. Con la victoria, Ferguson avanzó a los cuartos de final.
Para su pelea de cuartos de final, Ferguson luchó contra Ryan McGillivray, ganando rápidamente la pelea después de un uppercut. La victoria lo llevó a las semifinales donde se enfrentó a su compañero de equipo, Chuck O'Neil. Ferguson derrotó a O'Neil a través de TKO en la tercera ronda enviándole a la final para enfrentar a Ramsey Nijem.

### Ultimate Fighting Championship
Ferguson oficialmente hizo su debut en el UFC en The Ultimate Fighter 13 Finale contra Ramsey Nijem para determinar el ganador de The Ultimate Fighter 13. Ferguson derrotó a Nijem a través de KO en la primera ronda, convirtiéndolo en ganador de The Ultimate Fighter 13. Ferguson también ganó el KO de la noche por su victoria contra Nijem.
Ferguson enfrentó a Aaron Riley, el 24 de septiembre de 2011, en UFC 135. Mientras que la lucha era equilibrada, Ferguson ejecutó un uppercut izquierdo y Ferguson dominó los dos minutos restantes de la ronda. Inmediatamente después del final de la primera ronda, Riley le dijo a su rincón que tenía la mandíbula rota. La lucha fue declarada victoria TKO para Ferguson, debido a que los doctores del ringside no permitirían que Riley continuara la pelea.
Ferguson enfrentó al veterano de las MMA, Yves Edwards, en The Ultimate Fighter 14 Finale. Ferguson ganó por decisión unánime (30-27, 30-27, 29-28).
Ferguson debía enfrentar a Dennis Hallman el 5 de mayo de 2012 en UFC on Fox: Diaz vs. Miller. Sin embargo, Hallman fue forzado a salir de la pelea por una lesión y fue reemplazado por Thiago Tavares. Tavares también fue obligado a salir de la pelea por una lesión y fue sustituido por Michael Johnson. Ferguson perdió el combate por decisión unánime.
Ferguson enfrentó a Mike Rio, el 19 de octubre de 2013, en UFC 166. Ganó a través de un D'Arce en la primera ronda. Con la victoria ganó su primera Sumisión de la Noche.
Ferguson se enfrentó a Katsunori Kikuno el 24 de mayo de 2014 en UFC 173. Ganó la pelea por nocaut en la primera ronda.
Ferguson debía enfrentar a Danny Castillo el 2 de agosto de 2014 en el UFC 176. Sin embargo, después de la cancelación del UFC 176, Castillo vs. Ferguson fue reprogramado y tuvo lugar el 30 de agosto de 2014 en el UFC 177. Ferguson ganó por decisión dividida.
Ferguson enfrentó a Abel Trujillo el 6 de diciembre de 2014 en UFC 181. Después de perder la primera ronda, Ferguson logró ganar el combate en la segunda ronda a través de sumisión.
Ferguson debía enfrentar a Yancy Medeiros el 28 de febrero de 2015 en el UFC 184. Sin embargo, Medeiros se retiró del combate debido a una lesión y fue reemplazado por Gleison Tibau. Ganó la pelea por sumisión en la primera ronda, que también le valió a Ferguson para recibir el premio Actuación de la Noche.
Ferguson se enfrentó a Josh Thomson el 15 de julio de 2015 en UFC Fight Night 71. Ganó la pelea por decisión unánime, y consiguió su segundo premio consecutivo Actuación de la Noche.
Ferguson debía enfrentar a Khabib Nurmagomedov el 11 de diciembre de 2015, en The Ultimate Fighter 22 Finale. Sin embargo, Nurmagomedov se retiró de la lucha a finales de octubre, debido a una lesión, y fue reemplazado por Edson Barboza. Ferguson acabó con Barboza con un D'Arce en la segunda ronda. Ganó el premio Pelea de la Noche y Actuación de la Noche con su victoria.
Se anunció una revancha contra Michael Johnson para el 5 de marzo de 2016 en el UFC 196. Sin embargo, el 27 de enero, se anunció que Johnson se retiraba de la pelea debido a una lesión. A su vez, el combate contra Nurmagomedov fue reprogramado y se esperaba que tenga lugar el 16 de abril de 2016 en UFC en Fox 19. Posteriormente el 5 de abril, Ferguson se retiró de la pelea debido a un problema pulmonar y fue reemplazado por el Darrell Horcher.
Ferguson debía enfrentarse a Michael Chiesa el 13 de julio de 2016 en el UFC Fight Night 91. Sin embargo, Chiesa se retiró de la pelea el 27 de junio por lesión y fue reemplazado por el debutante Lando Vannata, Tony ganó la pelea vía sumisión en la segunda ronda. Ambos recibieron el premio a la Pelea de la Noche.
Ferguson también enfrentó al excampeón de peso ligero Rafael dos Anjos el 5 de noviembre de 2016 en The Ultimate Fighter Latin America 3 Finale. Ganó la pelea por decisión unánime y extendió su racha de victorias a nueve.
Se esperaba que Ferguson enfrentara a Khabib Nurmagomedov en UFC 209 por el Campeonato Interino de Peso Ligero de UFC. Un día antes del evento se anunció que Nurmagomedov no podía pelear por problemas médicos.

#### Campeonato Interino de Peso Ligero de UFC
Ferguson enfrentó a Kevin Lee el 7 de octubre de 2017, en UFC 216 por el Campeonato Interino de Peso Ligero de UFC. Ganó la pelea por sumisión en el tercer asalto.
Una pelea con Nurmagomedov había sido programada por cuarta vez el 7 de abril de 2018, en UFC 223. El 1 de abril de 2018, Ferguson se desgarró su ligamento lateral externomientras caminaba para una entrevista previo a la pelea fue forzado a retirarse de la pelea.
Ferguson enfrentó a Anthony Pettis el 6 de octubre de 2018, en UFC 229. Ganó la pelea por TKO al final del segundo asalto. El entrenador de Pettis, Duke Roufus, informó al réferi que no continuaría luego de haberse roto la mano. La pelea lo hizo merecedor del premio de Pelea de la Noche.
Ferguson enfrentó a Donald Cerrone el 8 de junio de 2019, en UFC 238. Ganó la pelea por TKO al final del segundo asalto, luego de que Cerrone se sonara la nariz que causara que su ojo se cerrara completamente, dejandólo incapaz de continuar. Esta pelea lo hizo merecedor del premio de Pelea de la Noche.
Ferguson estaba programado para enfrentar a Khabib Nurmagomedov por el Campeonato Mundial de Peso Ligero de UFC el 18 de abril de 2020, en UFC 249, pero luego de que Nurmagomedov fuera incapaz de dejar Rusia por la restricciones de viaje producto de la Pandemia de COVID-19. Ferguson luego enfrentó a Justin Gaethje por Campeonato Interino de Peso Ligero de UFC en el evento. El 9 de abril, el presidente de UFC Dana White anunció que el evento sería pospuesto y la pelea finalmente se llevó a cabo el 9 de mayo de 2020. Perdió la pelea por TKO en el quinto asalto. Esta pelea lo hizo merecedor del premio de Pelea de la Noche.
Ferguson enfrentó a Charles Oliveira el 12 de diciembre de 2020, en UFC 256. Perdió la pelea por decisión unánime.
Ferguson enfrentó a Beneil Dariush el 15 de mayo de 2021, en UFC 262. Perdió la pelea por decisión unánime.
Ferguson enfrentó al ex-Campeón de Peso Ligero de Bellator Michael Chandler el 7 de mayo de 2022, en UFC 274. A pesar de un fuerte inicio, Ferguson perdió la pelea por nocaut en el segundo asalto.
Ferguson estaba programado para regresar a peso wélter contra Li Jingliang el 10 de septiembre de 2022, en la coestelar de UFC 279. Sin embargo, Ferguson terminó enfrentando a Nate Diaz en la estelar, luego de que su oponente original Khamzat Chimaev se retirara de la pelea por no dar el peso. Ferguson perdió la pelea por sumisión en el cuarto asalto.
Ferguson enfrentó a Bobby Green el 29 de julio de 2023, en UFC 291. Perdió la pelea por sumisión técnica en el tercer asalto.
Ferguson se enfrentó  a Paddy Pimblett el 16 de diciembre de 2023, en UFC 296.
Ferguson enfrentó a Michael Chiesa en una pelea de peso welter el 3 de agosto de 2024 en UFC on ABC 7. Perdió por Sumisión en la primera ronda.

## Campeonatos y logros

### Artes marciales mixtas
- Ultimate Fighting Championship
  - Campeonato Interino de Peso Ligero de UFC (Una vez)
  - Ganador del The Ultimate Fighter 13
  - Pelea del Año (Una vez) vs. Anthony Pettis
  - Pelea de la Noche (Seis veces) vs. Edson Barboza, Lando Vannata, Rafael dos Anjos, Anthony Pettis, Donald Cerrone y Justin Gaethje[65][66][67][68][69][70]
  - Nocaut del Año (Una vez) vs. Ramsey Nijem
  - Sumisión de la Noche (Una vez) vs. Mike Rio
  - Actuación de la Noche (Tres veces) vs. Edson Barboza, Josh Thomson y Gleison Tibau
  - Empatdo (con Islam Makhachev) por el segundo lugar, de racha de victorias más larga en la histora de la división de peso ligero de UFC (12)[71]
- PureCombat
  - Campeonato de Peso Wélter de PureCombat (Una vez)
- World MMA Awards
  - Pelea del Año 2018 vs. Anthony Pettis en UFC 229[72]

### Wrestling amateur
- National Collegiate Wrestling Association[73]
  - Campeón Nacional de NCWA (2006)
  - All-American de NCWA (2006, 2007)
  - Campeón de la Conferencia del Norte Central (2006, 2007)
- Michigan High School Athletic Association
  - Campeón Estatal de la División IV de MHSAA (2002)
  - All-State de la División IV de MHSAA (2000-2002)

## Récord en artes marciales mixtas
| Récord profesional | Récord profesional | Récord profesional |
| 36 peleas          | 25 victorias       | 11 derrotas        |
| ------------------ | ------------------ | ------------------ |
| Nocaut             | 12                 | 2                  |
| Sumisión           | 8                  | 4                  |
| Decisión           | 5                  | 5                  |

| Resultado | Récord | Oponente         | Método                                | Evento                                                       | Fecha                    | Ronda | Tiempo | Localización                  | Notas                                                                                              |
| --------- | ------ | ---------------- | ------------------------------------- | ------------------------------------------------------------ | ------------------------ | ----- | ------ | ----------------------------- | -------------------------------------------------------------------------------------------------- |
| Derrota   | 25–11  | Michael Chiesa   | Sumisión (rear-naked choke)           | UFC on ABC: Sandhagen vs. Nurmagomedov                       | 3 de agosto de 2024      | 1     | 3:44   | Abu Dhabi                     | Pelea en peso wélter.                                                                              |
| Derrota   | 25–10  | Paddy Pimblett   | Decisión (unánime)                    | UFC 296                                                      | 16 de diciembre de 2023  | 3     | 5:00   | Las Vegas, Nevada             | |
| Derrota   | 25–9   | Bobby Green      | Sumisión técnica (arm-triangle choke) | UFC 291                                                      | 29 de julio de 2023      | 3     | 4:54   | Salt Lake City, Utah          | Regreso a peso ligero.                                                                             |
| Derrota   | 25–8   | Nate Diaz        | Sumisión (guillotine choke)           | UFC 279                                                      | 10 de septiembre de 2022 | 4     | 2:52   | Las Vegas, Nevada             | Pelea en peso wélter.                                                                              |
| Derrota   | 25–7   | Michael Chandler | KO (patada frontal)                   | UFC 274                                                      | 7 de mayo de 2022        | 2     | 0:17   | Phoenix                       | |
| Derrota   | 25–6   | Beneil Dariush   | Decisión (unánime)                    | UFC 262                                                      | 15 de mayo de 2021       | 3     | 5:00   | Houston, Texas                | |
| Derrota   | 25–5   | Charles Oliveira | Decisión (unánime)                    | UFC 256                                                      | 12 de diciembre de 2020  | 3     | 5:00   | Las Vegas, Nevada             | |
| Derrota   | 25–4   | Justin Gaethje   | TKO (golpes)                          | UFC 249                                                      | 9 de mayo de 2020        | 5     | 4:39   | Jacksonville, Florida         | Por el Campeonato Interino de Peso Ligero de UFC. Pelea de la Noche.                               |
| Victoria  | 25–3   | Donald Cerrone   | TKO (parada médica)                   | UFC 238                                                      | 8 de junio de 2019       | 2     | 5:00   | Chicago, Illinois             | Pelea de la Noche.                                                                                 |
| Victoria  | 24–3   | Anthony Pettis   | TKO (parada médica)                   | UFC 229                                                      | 6 de octubre de 2018     | 2     | 5:00   | Paradise, Nevada              | Pelea de la Noche.                                                                                 |
| Victoria  | 23–3   | Kevin Lee        | Sumisión (triangle choke)             | UFC 216                                                      | 7 de octubre de 2017     | 3     | 4:02   | Las Vegas, Nevada             | Ganó el Campeonato Interino de Peso Ligero de UFC. Luego despojado del título debido a una lesión. |
| Victoria  | 22–3   | Rafael dos Anjos | Decisión (unánime)                    | UFC Fight Night: dos Anjos vs. Ferguson                      | 5 de noviembre de 2016   | 5     | 5:00   | Ciudad de México              | Pelea de la Noche.                                                                                 |
| Victoria  | 21–3   | Lando Vannata    | Sumisión (D'Arce choke)               | UFC Fight Night: McDonald vs. Lineker                        | 13 de julio de 2016      | 2     | 2:33   | Sioux Falls, Dakota del Sur   | Pelea de la Noche.                                                                                 |
| Victoria  | 20–3   | Edson Barboza    | Sumisión (D'Arce choke)               | The Ultimate Fighter: Team McGregor vs. Team Faber Finale    | 11 de diciembre de 2015  | 2     | 2:54   | Las Vegas, Nevada             | Actuación de la Noche. Pelea de la Noche.                                                          |
| Victoria  | 19–3   | Josh Thomson     | Decisión (unánime)                    | UFC Fight Night: Mir vs. Duffee                              | 15 de julio de 2015      | 3     | 5:00   | San Diego, California         | Actuación de la Noche.                                                                             |
| Victoria  | 18–3   | Gleison Tibau    | Sumisión (rear-naked choke)           | UFC 184                                                      | 28 de febrero de 2015    | 1     | 2:37   | Los Ángeles, California       | Actuación de la Noche.                                                                             |
| Victoria  | 17–3   | Abel Trujillo    | Sumisión (rear-naked choke)           | UFC 181                                                      | 6 de diciembre de 2014   | 2     | 4:19   | Las Vegas, Nevada             | |
| Victoria  | 16–3   | Danny Castillo   | Decisión (dividida)                   | UFC 177                                                      | 30 de agosto de 2014     | 3     | 5:00   | Sacramento, California        | |
| Victoria  | 15–3   | Katsunori Kikuno | KO (golpe)                            | UFC 173                                                      | 24 de mayo de 2014       | 1     | 4:06   | Las Vegas, Nevada             | |
| Victoria  | 14–3   | Mike Rio         | Sumisión (D'Arce choke)               | UFC 166                                                      | 19 de octubre de 2013    | 1     | 1:52   | Houston, Texas                | Sumisión de la Noche.                                                                              |
| Derrota   | 13–3   | Michael Johnson  | Decisión (unánime)                    | UFC on Fox: Diaz vs. Miller                                  | 5 de mayo de 2012        | 3     | 5:00   | East Rutherford, Nueva Jersey | |
| Victoria  | 13–2   | Yves Edwards     | Decisión (unánime)                    | The Ultimate Fighter: Team Bisping vs. Team Miller Finale    | 3 de diciembre de 2011   | 3     | 5:00   | Las Vegas, Nevada             | |
| Victoria  | 12–2   | Aaron Riley      | TKO (parada médica)                   | UFC 135                                                      | 24 de septiembre de 2011 | 1     | 5:00   | Denver, Colorado              | Regreso a peso ligero.                                                                             |
| Victoria  | 11–2   | Ramsey Nijem     | KO (golpes)                           | The Ultimate Fighter: Team Lesnar vs. Team dos Santos Finale | 4 de junio de 2011       | 1     | 3:54   | Las Vegas, Nevada             | Ganó el torneo de peso wélter de The Ultimate Fighter 13. KO de la Noche                           |
| Victoria  | 10–2   | Brock Jardine    | TKO (golpes)                          | PureCombat 12: Champions for Children                        | 25 de septiembre de 2010 | 4     | 2:35   | Clovis, California            | |
| Victoria  | 9–2    | David Gardner    | TKO (golpes)                          | CA Fight Syndicate: Battle of the 805                        | 26 de marzo de 2010      | 2     | 0:27   | Ventura, California           | |
| Victoria  | 8–2    | Chris Kennedy    | TKO (parada médica)                   | NFAMMA: Resurrection                                         | 18 de diciembre de 2009  | 1     | 2:29   | Ventura, California           | |
| Derrota   | 7–2    | Jamie Toney      | Sumisión técnica (triangle choke)     | NFAMMA: MMA at the Hyatt 3                                   | 16 de octubre de 2009    | 1     | 2:15   | Westlake Village, California  | |
| Victoria  | 7–1    | James Fanshier   | Decisión (unánime)                    | Rebel Fighter                                                | 17 de julio de 2009      | 3     | 5:00   | Placerville, California       | |
| Victoria  | 6–1    | Devin Benjamin   | TKO (codazos y golpes)                | NFAMMA: MMA at the Hyatt II                                  | 28 de mayo de 2009       | 1     | 0:51   | Westlake Village, California  | |
| Victoria  | 5–1    | Daniel Hernández | TKO (golpes)                          | NFAMMA: Riot at the Hyatt                                    | 5 de marzo de 2009       | 1     | 2:22   | Westlake Village, California  | |
| Derrota   | 4–1    | Karen Darabedyan | Decisión (unánime)                    | All Star Boxing – Caged in the Cannon                        | 6 de febrero de 2009     | 3     | 3:00   | Montebello, California        | |
| Victoria  | 4–0    | Frank Park       | Sumisión (mounted triangle choke)     | Long Beach Fight Night 3                                     | 4 de enero de 2009       | 1     | 2:43   | Long Beach, California        | |
| Victoria  | 3–0    | Joe Schilling    | Sumisión (Von Flue choke)             | Total Fighting Alliance 12                                   | 13 de septiembre de 2008 | 2     | 2:12   | Long Beach, California        | |
| Victoria  | 2–0    | Brandon Adams    | TKO (golpes)                          | TFA 11: Pounding at the Pyramid                              | 12 de julio de 2008      | 2     | 2:18   | Long Beach, California        | |
| Victoria  | 1–0    | Steve Avalos     | Sumisión (codazos y golpes)           | CXF: Anarchy at the Arena                                    | 12 de abril de 2008      | 2     | 1:25   | Upland, California            | |

## Pelea en Pay-per-view
| N.º | Evento  | Pelea                | Fecha                    | Recinto                        | Ciudad                                | Compras de PPV |
| --- | ------- | -------------------- | ------------------------ | ------------------------------ | ------------------------------------- | -------------- |
| 1   | UFC 216 | Ferguson vs. Lee     | 7 de octubre de 2017     | T-Mobile Arena                 | Las Vegas, Nevada, Estados Unidos     | 200.000        |
| 2   | UFC 249 | Ferguson vs. Gaethje | 9 de mayo de 2020        | VyStar Veterans Memorial Arena | Jacksonville, Florida, Estados Unidos | 700.000        |
| 3   | UFC 279 | Diaz vs. Ferguson    | 10 de septiembre de 2022 | T-Mobile Arena                 | Las Vegas, Nevada, Estados Unidos     | No Revelado    |